# Кристиан Юлиус фон Хойм
Кристиан Юлиус фон Хойм (на немски: Christian Julius von Hoym; * 14 май 1586 в Ермслебен; † 29 май 1656 в Дройсиг) е благородник от род Хойм, господар в Хойм, Дройсиг, Бургшайдунген в Курфюрство Саксония и наследствен кемерер на Княжество Халберщат
Той е най-малкият син (от шест сина) на Кристоф фон Хойм (1534 – 1604), президент на Анхалт, и съпругата му Елизабет фон Вертерн (1547 – 1605), дъщеря на Кристоф фон Вертерн (1512 – 1566) и Анна фон Бранденщайн († 1571).
Кристиан Юлиус фон Хойм започва чиновническа кариера и купува гопсподството Дройсиг при Цайц в Саксония-Анхалт. Там той престроява замъка на дворец.

## Фамилия
Кристиан Юлиус фон Хойм се жени 1617 г. във Валхаузен за Гизела фон дер Асебург (* 26 юли 1596, Шермке; † 9 февруари 1676, Дройсиг), внучка на Йохан фон дер Асебург, дъщеря на Лудвиг фон дер Асебург (1546 – 1633) и Анна Гертруд фон Вестфален (1556 – 1623). Те имат шест деца:
- Анна Елизабет фон Хойм (* 18 юли 1618, Дройсиг; † 28 август 1621, Дройсиг)
- Кристиан фон Хойм, женен за Анна Сабина фон Уфелн († 7 април 1713, Наумбург)
- Катарина Доротея фон Хойм (* 15 ноември 1619, Дройсиг; † 21 август 1660, Претцш, Елба), омъжена на 26 ноември 1638 г. в Дройсиг за Волф/Волфганг Кристоф I фон Арним (* 19 декември 1607, Линдов, Померания; † 21 март 1668, Претцш, Елба)
- Елеонора фон Хойм (* 5 юни 1621, Дройсиг; † 4 май 1628, Дройсиг)
- Кристоф Адам фон Хойм (* 27 май 1629, Дройсиг; † 15 февруари 1654, Дрезден)
- Лудвиг Гебхард фон Хойм (* 27 ноември 1631, Дройсиг; † 2 януари 1711, Дройсиг), фрайхер на Хойм, женен I. за Елизабет Сибила фон Таубе (* 11 ноември 1637; † 25 юли 1659), II. на 12 декември 1664 г. в Дьобен за Катарина София фон Шьонфелд (* 24 февруари/6 март 1699, Дьобен; † 15/22 юли 1681, Дройсиг или в Талвиц), III. жени трети път на 10 юли 1684 г. в Дрезден за Анна Кристина фон Хаугвиц († 23 юни 1702), IV. на 5 февруари 1708 г. за Анна Сибила фон Ирмтраут († 31 декември 1710)